# Casey Legler
Casey Legler (* 26. April 1977 in Fréjus, Département Var, Südfrankreich) ist eine französisch-amerikanische Schriftstellerin, Gastronomin, Model und ehemalige olympische Schwimmerin.

## Leben und Karriere
Sie besuchte die Schule in Frankreich und Amerika und begann im Alter von 13 Jahren mit dem Wettkampfschwimmen.
1996 nahm Legler im Alter von 19 Jahren an den Olympischen Sommerspielen teil, wo sie, nachdem sie am Vortag den Weltrekord im Training gebrochen hatte, beim 50-Meter-Freistil-Event der Frauen den 29. und beim 4-mal-100-Meter-Freistilstaffel-Event der Frauen den 10. Platz belegte. Sie gab zwei Jahre später das Schwimmen auf und studierte anschließend Architektur, erhielt ein Stipendium für das Jurastudium und begann ein Medizinstudium. Sie ist Mitglied von Phi Beta Kappa und absolvierte das Smith College mit Auszeichnung, bevor sie nach New York zog, um sich auf eine künstlerische Karriere zu konzentrieren.
Im Jahr 2012 wurde Legler durch eine Verbindung, die von ihrer Freundin, der Fotografin Cass Bird, hergestellt wurde, die erste Frau, die bei Ford Models unter Vertrag genommen wurde, um ausschließlich in Männerkleidung zu modeln. Obwohl Legler nicht mehr Vollzeit beschäftigt ist, modelt sie in ihrer Freizeit weiterhin in Männerkleidung. Fotos von ihr wurden in Vogue, Le Monde und Time veröffentlicht. 
Leglers erstes Buch, Godspeed: A Memoir, erschien am 10. Juli 2018 und wird von Simon & Schuster verlegt.